# Hanns-Albert Steger
Hanns-Albert Steger (* 30. März 1923 in Brunndöbra; † 21. August 2015 in Erlangen) war ordentlicher Professor der Friedrich-Alexander-Universität Erlangen-Nürnberg (Lehrstuhl für Auslandswissenschaft, Romanischsprachige Kulturen mit dem Schwerpunkt Wirtschafts- und Sozialordnung).
Hanns-Albert Steger war einer der führenden Lateinamerikanisten im deutschsprachigen Raum. Seine thematischen Schwerpunkte waren Kultur-, Erziehungs- und Religionssoziologie sowie historische Kulturanthropologie, regionale Schwerpunkte waren Mexiko, Kolumbien, Venezuela und der Karibische Raum. Steger war Mitbegründer der ADLAF (Arbeitsgemeinschaft Deutsche Lateinamerikaforschung) und des Consejo Europeo de Investigaciones Sociales de América Latina (CEISAL), dessen Präsident er viele Jahre lang war.
Hanns-Albert Steger studierte Hispanistik und Soziologie an der Martin-Luther-Universität Halle-Wittenberg, in Heidelberg, Aix-en-Provence, Tübingen und Madrid, und promovierte 1954 in Heidelberg bei Gerhard Hess. Er war Mitarbeiter und Sekretär beim Deutschen Akademischen Austauschdienst in Bonn, im Deutschen Studentenwerk und der Westdeutschen Rektorenkonferenz. 1965 habilitierte er sich als Abteilungsleiter der Dortmunder Sozialforschungsstelle an der Universität Münster bei Helmut Schelsky in Münster.
Nach einem mehrjährigen Aufenthalt in Lateinamerika lehrte er in Münster, London, Osnabrück, Mexiko-Stadt und Bielefeld und nahm Gastprofessuren an der UNAM und in Straßburg wahr. 1974 wurde er an die Universität Erlangen-Nürnberg berufen, wo er 1987/88 Dekan der Wirtschafts- und Sozialwissenschaftlichen Fakultät war.
Hanns-Albert Steger war eng mit dem Österreichischen Lateinamerika-Institut in Wien verbunden und vermachte diesem 1996 eine Sammlung von mehr als 1.000 Monographien und 100 Zeitschriften. Dank der Finanzierung durch den Jubiläumsfonds der Österreichischen Nationalbank konnte die Sammlung Steger katalogisiert und der Öffentlichkeit zugänglich gemacht werden.

## Werke (Auswahl)
- mit Gerhard Sandner: Lateinamerika. Fischer Länderkunde, Band 7. Frankfurt 1973
- Beiträge zur Soziologie und Sozialkunde Lateinamerikas. (Hg.)
- Lateinamerika-Studien. (Hg.)
- La concepción de tiempo y espacio en el mundo andino. Frankfurt 1991 (Hg.)